# I've Failed You
I've Failed You es el sexto álbum de estudio de Kittie, una banda de heavy metal compuesta por mujeres. El álbum fue lanzado el 30 de agosto de 2011.. Consta de dos sencillos: "We Are The Lamb", lanzado el 19 de julio de 2011. y "Empires", el video fue lanzado el 9 de agosto de 2011.

## Lista de canciones
Todas las canciones escritas y compuestas por Kittie. 
| N.º | Título              | Duración |  |
| 1.  | «I've Failed You»   | 2:12     |  |
| 2.  | «We Are The Lamb»   | 2:52     |  |
| 3.  | «Whisper Of Death»  | 4:18     |  |
| 4.  | «What Have I Done?» | 5:25     |  |
| 5.  | «Empires (Part 1)»  | 2:14     |  |
| 6.  | «Empires (Part 2)»  | 3:41     |  |
| 7.  | «Come Undone»       | 2:16     |  |
| 8.  | «Already Dead»      | 2:51     |  |
| 9.  | «Never Come Home»   | 3:15     |  |
| 10. | «Ugly»              | 2:57     |  |
| 11. | «Time Never Heals»  | 4:30     |  |

## Personal
- Morgan Lander - vocalista, Guitarra rítmica,
- Mercedes Lander - batería
- Tara McLeod - primera guitarra
- Ivy Vujic - bajo
- Siegfried Meier - productor